# Estação Xomali
A Estação Xomali é uma das estações do VLT da Cidade do México, situada na Cidade do México, entre a Estação Huipulco e a Estação Periférico/Participación Ciudadana. Administrada pelo Servicio de Transportes Eléctricos de la Ciudad de México (STECDMX), faz parte da Linha 1.
Foi inaugurada em 29 de novembro de 1988. Localiza-se no cruzamento da Estrada México Xochimilco com a Rua Las Flores. Atende o bairro Arenal de Guadalupe, situado na demarcação territorial de Tlalpan.